# Podstawczaki

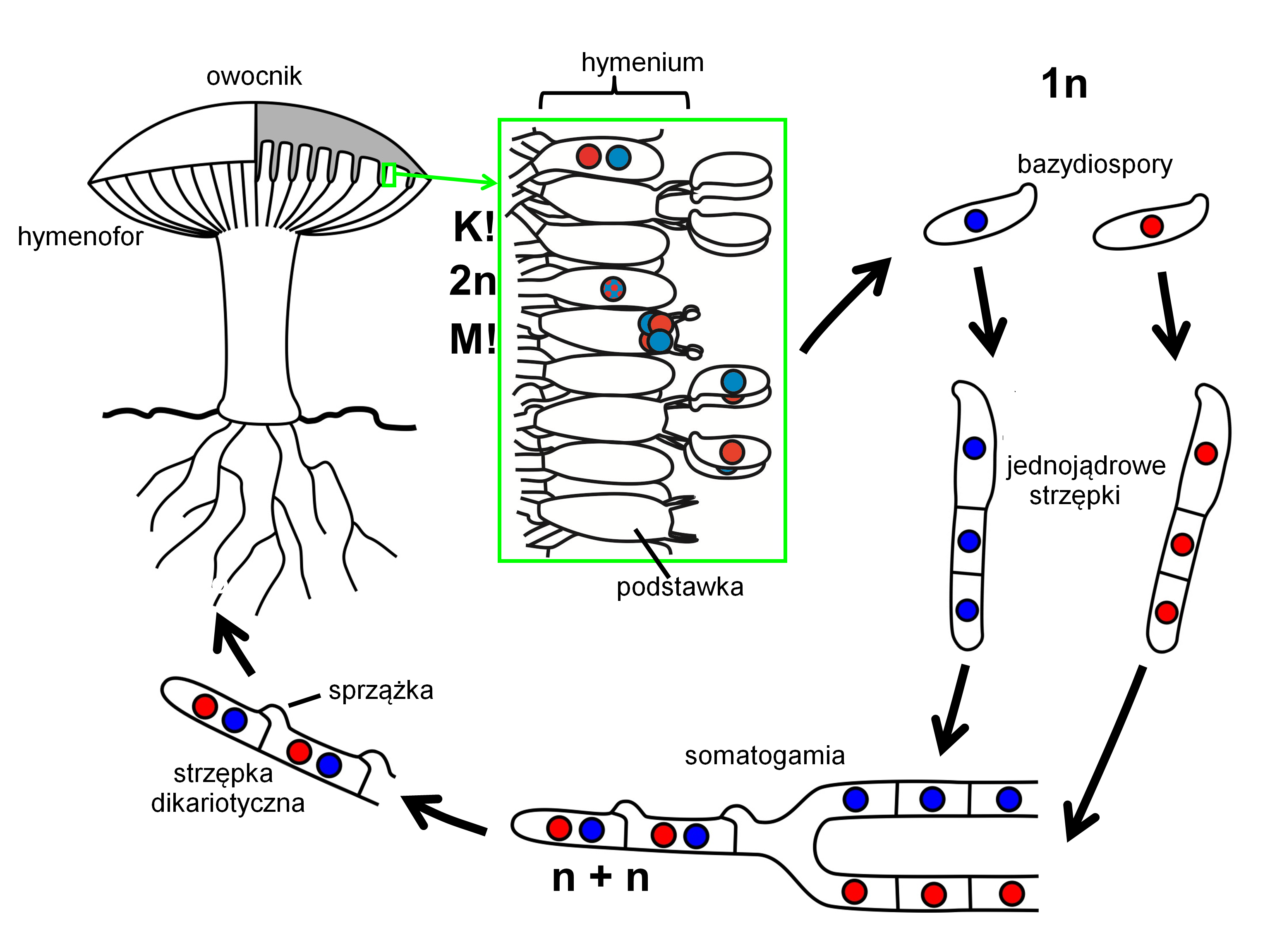
Cykl rozwojowy podstawczaków

Podstawczaki lub grzyby podstawkowe (Basidiomycota R.T. Moore) – typ grzybów (Fungi).

## Charakterystyka
Podstawczaki to bardzo duża i bardzo zróżnicowana grupa grzybów licząca ponad 31 tysięcy gatunków. Najbardziej charakterystyczną ich cechą jest wytwarzanie podstawek (basidium), na których tworzą się zarodniki płciowe – bazydiospory. Najczęściej na każdej podstawce tworzą się po 4 bazydiospory, zdarzają się jednak odstępstwa od tej liczby. Drugą cechą charakterystyczną dla większości gatunków jest charakterystyczny podział komórek, podczas którego tworzą się między nimi sprzążki – jest to cecha nie występująca u innych grup grzybów. Charakterystyczna dla podstawczaków jest także specyficzna budowa przegród międzykomórkowych zwanych septami. W środku septy podstawczaków znajduje się otwór o pogrubionych brzegach, osłonięty błoniastą, porowatą, kapturkowatą błoną. Jest to dolipor. Ściany komórkowe podstawczaków są dwuwarstwowe i mają lamellarną budowę. Obydwie ich warstwy są nieprzezierne dla elektronów.
Podstawczaki są heterotaliczne. U ogromnej ilości podstawkowych występuje specyficzny cykl rozwojowy, charakteryzujący się przede wszystkim rozległym i długotrwałym stadium grzybni podzielonej na komórki o jądrach sprzężonych. Stadium to jest nazywane dikariofazą. Z haploidalnych zarodników wyrasta grzybnia pierwotna (przedgrzybnia). Dalszy rozwój grzyba możliwy jest po zrośnięciu się dwóch takich grzybni, z których powstaje od razu grzybnia dikariotyczna, w której każda komórka ma parę jąder sprzężonych (somatogamia). Powstanie tej grzybni odpowiada zapłodnieniu u innych organizmów.
Gdy grzybnia podstawczaków zamienia się w owocnik, szczyty niektórych strzępek nabrzmiewają i oddzielają się ścianą od reszty strzępki. Zachodzi w nich zlanie się, a następnie podział jąder sprzężonych (kariogamia). Komórka w tym czasie tworzy wyrostki zwane sterygmami, do których przechodzą owe podzielone jądra. Sterygmy odgradzają się od reszty komórki ścianą, ich własna ściana ulega pogrubieniu i w ten sposób powstają zarodniki. Nabrzmiała komórka przekształca się po wytworzeniu sterygm i zarodników w podstawkę (basidium), od której pochodzi nazwa podstawczaków.
Rozmnażanie płciowe jest podstawowym sposobem rozmnażania się podstawczaków. Tylko u gatunków pasożytniczych występuje rozmnażanie bezpłciowe. Należą do nich np. przedstawiciele rzędu rdzowców (Pucciniales). Zwykle cechuje je skomplikowany cykl życiowy, podczas którego wytwarzają kilka rodzajów zarodników, a niektóre gatunki (np. rdza zbożowa Puccinia graminis) dla przejścia cyklu rozwojowego wymagają dwóch różnych gatunków żywicieli. Pasożytniczymi podstawczakami są również głowniowce (Ustilaginales), większa część jednak gatunków to grzyby saprotroficzne.

## Budowa
Ogromna większość podstawczaków zbudowana jest ze strzępek. Tylko nieliczne to gatunki drożdżopodobne, jednak od drożdży odróżniają się fizjologią i reakcjami barwnymi. Zawierają dużo ureazy i pod wpływem błękitu diazoniowego barwią się na czerwono. Strzępki podstawczaków tworzą grzybnię, która w odpowiednich warunkach środowiska może rozrastać się przez wiele lat i może osiągać znaczne rozmiary. To właśnie przedstawiciel podstawczaków jest największym pod względem powierzchni i najstarszym żyjącym organizmem na Ziemi. W stanie Oregon w USA rośnie grzybnia opieńki ciemnej (Armillaria ostoyae) na obszarze około 880 ha lasu i przerastająca podłoże na głębokość 90 cm. Jej wiek szacowany jest na 8000 lat.
Podstawczaki to z reguły grzyby wielkoowocnikowe. Liczni ich przedstawiciele to tzw. grzyby kapeluszowe, zbudowane ze znajdującej się w podłożu grzybni, oraz wyrastającego ponad podłoże makroskopowego owocnika zwanego bazydiokarpem. Owocnik składa się z trzonu i osadzonego na nim kapelusza, na dolnej stronie którego znajduje się hymenofor wytwarzający zarodniki. Większość owocników to twory krótkotrwałe, obumierające po wydaniu zarodników. Wyjątkiem są zdrewniałe owocniki zwane hubami. Czas życia grzybni rozrastającej się w podłożu jest znacznie dłuższy.

## Systematyka
Takson obejmujący grzyby podstawkowe został przedstawiony (jako klasa Basidiomycetes) przez Roberta Whittakera w artykule On the broad classification of organisms opublikowanym w „Quarterly Review of Biology” z 1959 r., jednak nie zawarto w niej poprawnej łacińskiej diagnozy. Typ Basidiomycota został po raz pierwszy poprawnie zdefiniowany przez Royalla Moore’a w artykule Taxonomic proposals for the classification of marine yeasts and other yeast-like fungi including the smuts opublikowanym w „Botanica Marina” z 1980 r.
Istnieje wiele klasyfikacji podstawczaków. Najbardziej aktualne są klasyfikacje zawarte w bazach danych Index Fungorum i Mycobank. Obydwie te bazy opierają się na klasyfikacji Dictionary of the Fungi. Jest to klasyfikacja naturalna, oparta na pokrewieństwie gatunków i nieustannie aktualizowana w oparciu o nowe prace naukowców i ich ustalenia taksonomiczne. Wszystkie pozostałe systemy klasyfikacyjne są historyczne, gdyż nie uwzględniają aktualnych prac mykologów. Według tego systemu do typu Basidiomycota należą następujące klasy i rodzaje incertae sedis:

- klasa Agaricomycetes Doweld 2001 – pieczarniaki
- klasa Agaricostilbomycetes R. Bauer et al. 2006
- klasa Atractiellomycetes R. Bauer et al. 2006
- klasa Classiculomycetes R. Bauer et al. 2006
- klasa Cryptomycocolacomycetes R. Bauer et al. 2006
- klasa Cystobasidiomycetes R. Bauer et al. 2006
- klasa Dacrymycetes Doweld 2001 – łzawniaki
- klasa Entorrhizomycetes Begerow et al. 2007
- klasa Exobasidiomycetes Begerow et al. 2007 – płaskosze
- klasa Malasseziomycetes Denchev & T. Denchev 2014
- klasa Microbotryomycetes R. Bauer et al. 2006
- klasa Mixiomycetes R. Bauer et al. 2006
- klasa Moniliellomycetes Q.M. Wang, F.Y. Bai & Boekhout 2014
- klasa Peribolosporomycetes Witfeld, M.A. Guerreiro, H.D.T. Ngyuen & Begerow 2023
- klasa Pucciniomycetes R. Bauer et al. 2006 – rdze
- klasa Spiculogloeomycetes Q.M. Wang, F.Y. Bai, M. Groenew. & Boekhout 2015
- klasa Tremellomycetes Doweld 2001
- klasa Tritirachiomycetes Aime & Schell 2011
- klasa Ustilaginomycetes R. Bauer et al. 1997 – głowniaki
- klasa Wallemiomycetes Zalar et al. 2005
- klasa Incertae sedis[6].